# 克拉拉瓦尔
克拉拉瓦尔是巴西米纳斯吉拉斯州的一个市镇。总面积210.715平方公里，总人口4295人，人口密度20.4人/平方公里。